# Дахкильгов, Шукри Эльбертович
Шукри Эльбертович (Эльберд-Хаджиевич) Дахкильгов (ингуш. Дахкилганаькъан Элберд-Хьажий Шукри; 12 декабря 1915, Назрань, Терская область — 1995) — ингушский советский и российский краевед и журналист.

## Биография
Родился 12 декабря 1915 года в Назрани. Происходил из семьи торговца зерном, родовое село — Долаково. Получил два класса образования в Назрани, с третьего класса обучался в средней школе № 12 во Владикавказе.
В 1936 году окончил Владикавказский политехнический техникум путей сообщения, после чего работал инженером в управлении Орджоникидзевской железной дороги. В 1938—1940 годах являлся освобождённым секретарем комитета ВЛКСМ в законченном им техникуме. Во время Второй мировой войны служил в железнодорожных войсках. В 1944 году подвергся выселению во время депортации чеченцев и ингушей.
После депортации вернулся во Владикавказ, где не смог прописаться. В 1957 году уехал в Грозный. В 1961—1965 годах являлся председателем горисполкома в городе Малгобек. Также работал на других должностях, связанных с хозяйственно-технической деятельностью: заместителем директора завода «Кавизвесть», начальником цеха винзавода, начальником Промысловой железной дороги и директором Чечено-ингушского карьероуправления. Умер в 1995 году.
Область интересов — ареал расселения галгаев в XVIII веке, происхождение ингушских тейпов и фамилий, отношения между ингушскими обществами и другие страницы ингушской истории.

## Награды и признание
- Орден «Знак Почёта» (1971)[2]
- Медаль «За доблестный труд»[2]
- Членство в Союзе журналистов СССР[2]

## Отзывы
По мнению профессора В. Б. Виноградова, «Дахкильгов — краевед со стажем и очевидными достижениями. Достаточно вспомнить о его интересных и содержательных статьях в прессе, научных сборниках Чечено-Ингушского института истории, социологии и филологии. Причем этот ингушский исследователь ни в чем не изменил основным сложившимся взглядам и построениям, не уступил „давлению авторитетов“ или лукавому нашептыванию конъюнктуры».
По мнению Якуба Патиева, «журналист, ученый, исследователь, подвижник, общественный деятель Шукри Дахкильгов — вот далеко не полный перечень сфер его неутомимой деятельности… его интересовало все, что так или иначе имеет отношение к истории и судьбе ингушского народа, к его прошлому, настоящему или будущему».